# Barbara Johr

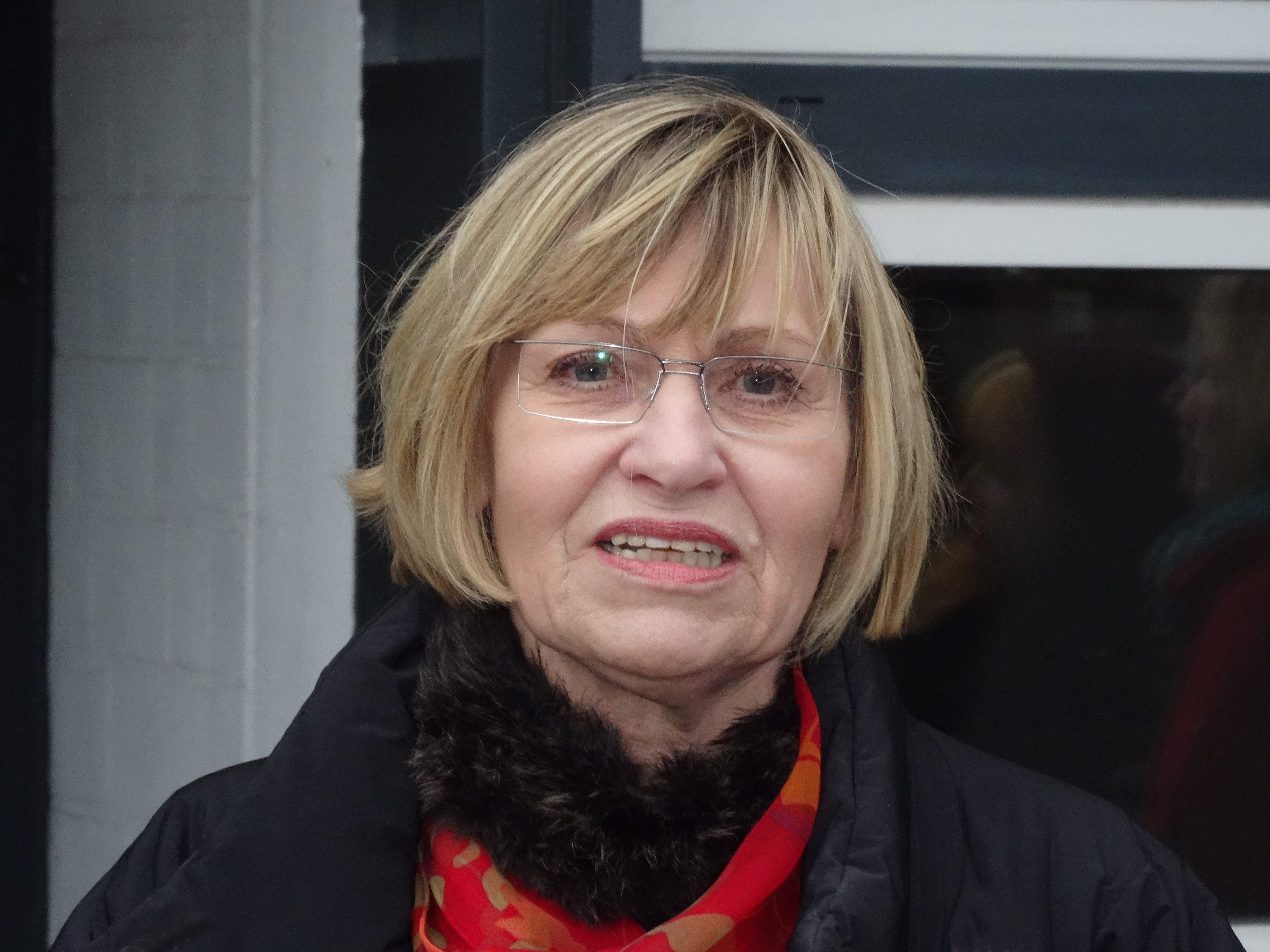
Barbara Johr (2014)

Barbara Johr (* 1950) ist eine deutsche Historikerin und Autorin.

## Leben
Barbara Johr leitet das Projekt „Stolpersteine Bremen“ bei der Landeszentrale für politische Bildung Bremen. Seit 2004 sind bereits 636 Steine verlegt worden.
Als Projektleiterin hat Barbara Johr die jeweiligen Schulen im Einzugsbereich der Verlegeorte eingeladen, sich mit Schülerinnen und Schülern aktiv an den Verlegungsaktionen zu beteiligen und sich vorher mit dem historischen Hintergrund zu befassen.

## Schriften (Auswahl)
- mit  Susanne Benöhr und Thomas Mitscherlich: Reisen ins Leben. Weiterleben nach einer Kindheit in Auschwitz. Donat Verlag: Bremen 2000
- mit Helke Sander: BeFreier und Befreite. Krieg, Vergewaltigung, Kinder. Frankfurt/Main 2005
- mit Hartmut Roder: Der Bunker: ein Beispiel nationalsozialistischen Wahns – Bremen-Farge 1943–1945. Edition Temmen: Bremen 1989
- Lebe! Chai: Die jüdische Gemeinde in Bremen nach 1945. (Ausstellungskatalog) Bremen 2004

## Filmografie
- 1988: „Der Bunker“
- 1992: BeFreier und Befreite (assistierende Regisseurin, beitragende Drehbuchautorin)
- 1996: Reise ins Leben (assistierende Regisseurin):[1] Regie Thomas Mitscherlich